# Here alone
「Here alone」（ヒア・アローン）は、安良城紅の3枚目シングル。

## 概要
- 前作から約1ヶ月ぶりとなる。
- EX開局45周年記念木曜ドラマ『松本清張 黒革の手帖』エンディングテーマ（米倉涼子主演）。
- 日本のトランスミュージシャン・OVERHEAD CHAMPIONがリミックスし、後にオムニバス「SUPER J-TRANCE BEST」に収録された。

## 収録曲
1. Here alone
  - 作詞：JUSME／作曲・編曲：朝本浩文
  - テレビ朝日開局45周年記念木曜ドラマ「松本清張 黒革の手帖」EDテーマ（米倉涼子主演）。
2. Song for love
  - 作詞：JUSME／作曲・編曲：CMJK
3. I saw Mommy kissing Santa Claus
  - 作詞・作曲：Tommie Connor／編曲：朝本浩文
  - Jimmy Boydのクリスマス曲のカバー。
4. Here alone (Instrumental)
5. Song for love (Instrumental)